# اندازه مته
مته‌ها ابزارهای برشی تخصصی هستند که در ماشین‌های حفاری مورد استفاده قرار می‌گیرند. اگرچه امکان ساخت این ابزارها در هر اندازه به‌صورت سفارشی وجود دارد، اما سازمان‌های استاندارد مجموعه‌ای از اندازه‌های مشخص را تعیین کرده‌اند که به‌طور معمول توسط تولیدکنندگان تولید شده و توسط توزیع‌کنندگان در دسترس قرار می‌گیرند.
در ایالات متحده، اندازه‌های مته به‌صورت کسری اینچ و گیج (gauge) رایج هستند. در اغلب کشورهای دیگر، اندازه‌های متریک بیشترین کاربرد را دارند و سایر سیستم‌های اندازه‌گیری یا منسوخ شده‌اند یا تنها برای طراحی‌هایی که از ایالات متحده منشأ گرفته‌اند مورد استفاده قرار می‌گیرند. استانداردهای بریتانیا برای جایگزینی مته‌های گیج با مته‌های متریک، نخستین‌بار در سال ۱۹۵۹ منتشر شد.
جدولی جامع از اندازه‌های متریک، سیمی (wire gauge) و پیچ‌زنی (tapping) را می‌توان در نمودار اندازه‌های مته و قلاویز مشاهده کرد.

## اندازه‌های مته متریک

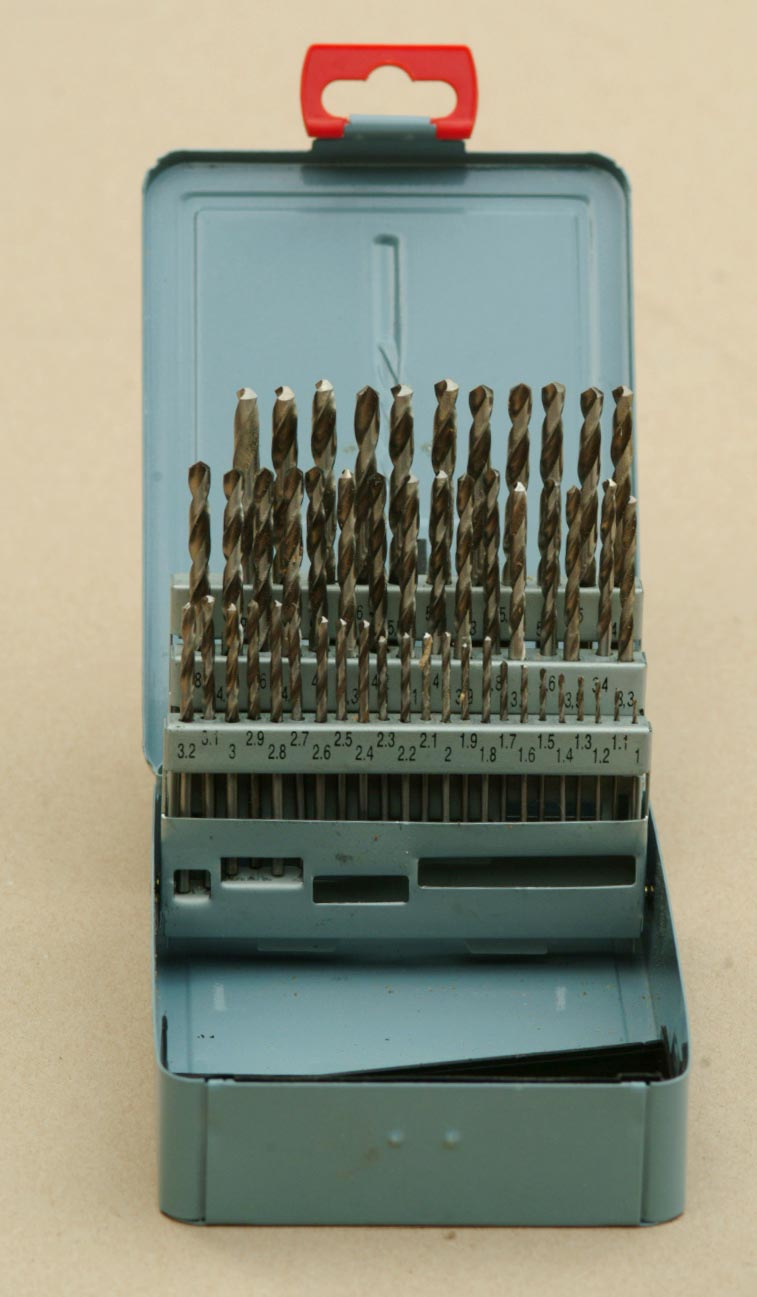
یک مجموعه مته متریک، شامل اندازه‌هایی از ۱٫۰ تا ۶٫۰ میلی‌متر با گام ۰٫۱ میلی‌متر و طول استاندارد (Jobber length) است. جعبه‌ای که این مته‌ها را به صورت مرتب بر اساس اندازه و در سوراخ‌هایی با قطر افزایشی نگهداری می‌کند، «درل ایندکس» (drill index) نامیده می‌شود.

اندازه‌های مته متریک، قطر مته را بر حسب مقادیر استاندارد متریک مشخص می‌کنند. سازمان‌های استاندارد مجموعه‌ای از اندازه‌ها را تعریف کرده‌اند که به‌صورت متداول تولید و انبار می‌شوند. به‌عنوان نمونه، استاندارد بریتانیایی BS 328 تعداد ۲۳۰ اندازه از ۰٫۲ میلی‌متر تا ۲۵٫۰ میلی‌متر را تعریف می‌کند.
برای بازهٔ ۳٫۰ تا ۱۳٫۹ میلی‌متر، اندازه‌ها به صورت زیر تعریف می‌شوند که در آن N عددی صحیح از ۳۰ تا ۱۳۹ است:
- - N × ۰٫۱ میلی‌متر
  - N × ۰٫۱ + ۰٫۰۵ میلی‌متر

برای بازهٔ ۱۴٫۰ تا ۲۵٫۰ میلی‌متر، اندازه‌ها به صورت زیر تعریف می‌شوند که در آن M عددی صحیح از ۱۴ تا ۲۵ است:
- N × ۰٫۱ میلی‌متر

برای بازهٔ ۰٫۲ تا ۰٫۹۸ میلی‌متر، اندازه‌ها به صورت زیر تعریف می‌شوند که در آن N یک عدد صحیح از ۲ تا ۹ است:
- - N × ۰٫۱ میلی‌متر
  - N × ۰٫۱ + ۰٫۰۲ میلی‌متر
  - N × ۰٫۱ + ۰٫۰۵ میلی‌متر
  - N × ۰٫۱ + ۰٫۰۸ میلی‌متر

برای بازهٔ ۱٫۰ تا ۲٫۹۵ میلی‌متر، اندازه‌ها به صورت زیر تعریف می‌شوند که در آن N عددی صحیح از ۱۰ تا ۲۹ است:
- M × ۱ میلی‌متر
- M × ۱ + ۰٫۲۵ میلی‌متر
- M × ۱ + ۰٫۵ میلی‌متر
- M × ۱ + ۰٫۷۵ میلی‌متر

در اندازه‌های کوچک‌تر، مته‌ها با گام‌های قطر کوچکتری نیز در دسترس هستند. این موضوع هم بازتابی از تلرانس پایین‌تر قطر سوراخ در ابعاد کوچک است، و هم ناشی از نیاز طراحان برای در اختیار داشتن مته‌هایی با اختلاف قطر حداکثر ۱۰٪ نسبت به اندازهٔ مورد نظر است.
قیمت و دسترسی به اندازه‌های خاص مته‌ها در کل بازه اندازه‌ها یکنواخت نیست. رایج‌ترین اندازه‌ها در گام‌های ۱ میلی‌متر هستند که به‌راحتی و با قیمت پایین‌تری در بازار یافت می‌شوند — مثلاً در فروشندگان دوره‌گرد یا ابزار فروشی‌های عمومی. مته‌هایی با گام ۰٫۵ میلی‌متر معمولاً در هر فروشگاه ابزار فروشی در دسترس‌اند. مته‌هایی با گام ۰٫۱ میلی‌متر را می‌توان در فروشگاه‌های تخصصی مهندسی تهیه کرد. به‌طور معمول، مجموعه مته‌ها در گام‌های کوچکتر از ۰٫۱ میلی‌متر فقط برای قطرهای زیر ۱ میلی‌متر وجود دارند. مته‌هایی با اندازه‌های غیرمعمول مانند ۲٫۵۵ میلی‌متر، تنها از طریق تأمین‌کنندگان تخصصی قابل تهیه هستند. این انتخاب محدود از اندازه‌ها در تضاد با رویهٔ رایج در مته‌های گیج عددی است؛ در آن سیستم معمولاً مجموعه‌ها شامل تمامی اندازه‌های گیج موجود هستند.
همچنین، توالی‌های سری رنارد از اندازه‌های ترجیحی مته‌های متریک وجود دارند:
- سری R5 (ضریب ۱٫۵۸): M2.5، M4، M6، M10، M16، M24
- سری R10 (ضریب ۱٫۲۶): M3، M5، M8، M12، M20، M30

واحدهای متریک به‌صورت روتین در تمامی انواع مته‌ها به کار می‌روند، اگرچه جزئیات استاندارد BS 328 فقط به مته‌های مارپیچ (twist drill bits) مربوط می‌شود. برای نمونه، یک مجموعه مته‌های Forstner ممکن است شامل کاترهایی با قطرهای ۱۰، ۱۵، ۲۰، ۲۵ و ۳۰ میلی‌متر باشد.

## اندازه مته کسری اینچ

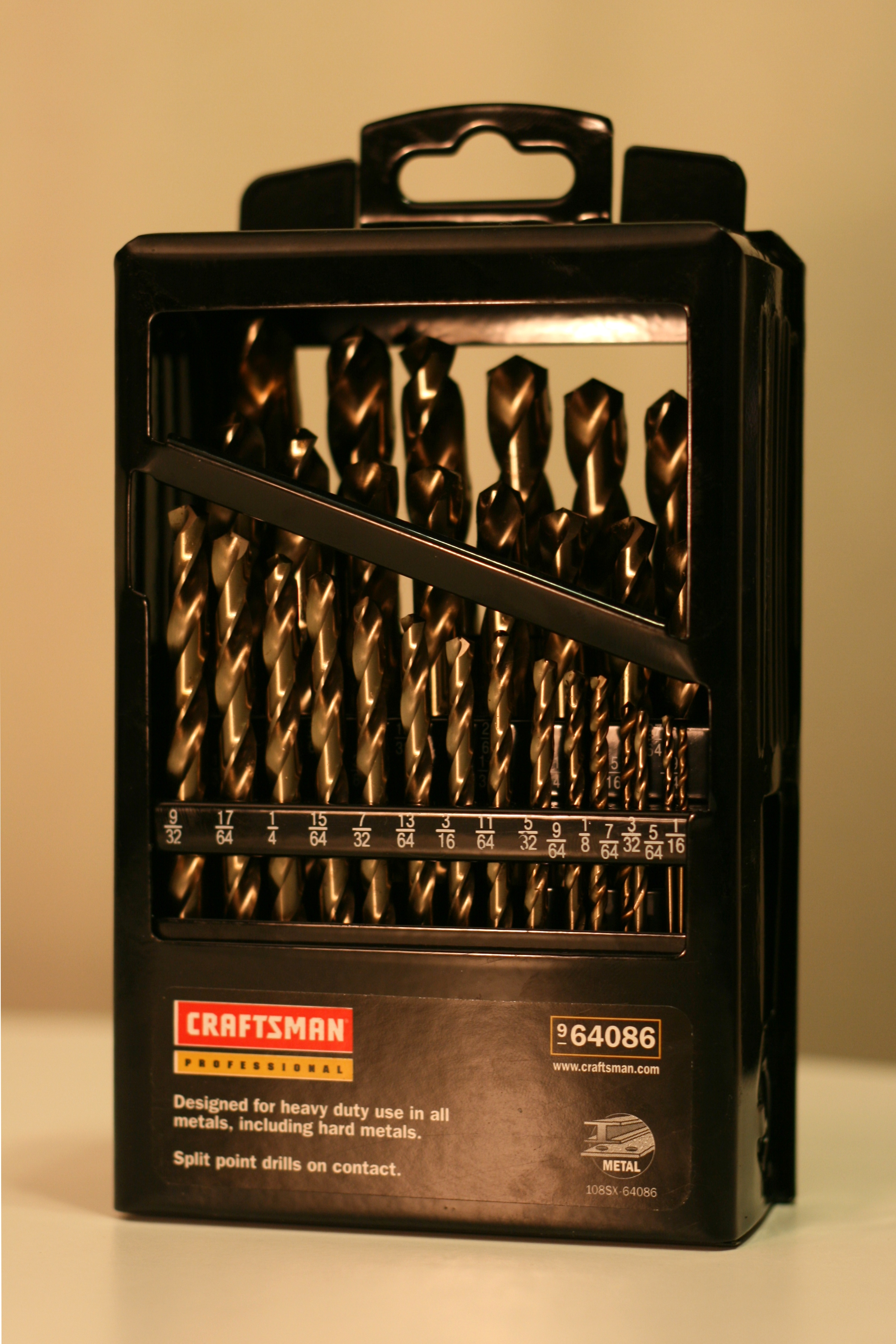
مجموعه‌ای از مته‌های کسری اینچ ساخت شرکت Craftsman

اندازه‌های مته بر حسب کسری اینچ همچنان به‌طور گسترده در ایالات متحده مورد استفاده قرار می‌گیرند و همچنین در هر کارخانه‌ای در سراسر جهان که برای بازار آمریکا محصولات با ابعاد اینچی تولید می‌کند، کاربرد دارند.
استاندارد ANSI B94.11M-1979 اندازه‌های استاندارد را برای مته‌های مارپیچ با شفت مستقیم و طول استاندارد (jobber-length) از ۱/۶۴ اینچ تا ۱ اینچ با گام‌های ۱/۶۴ اینچ مشخص می‌کند. برای مته‌های مخروطی مورس، این استاندارد به صورت زیر ادامه می‌یابد:
- گام‌های ۱/۶۴ اینچ تا اندازهٔ ۱ و ¾ اینچ
- گام‌های ۱/۳۲ اینچ تا اندازهٔ ۲ و ¼ اینچ
- گام‌های ۱/۱۶ اینچ تا ۳ اینچ
- گام‌های ۱/۸ اینچ تا ۳ و ¼ اینچ
- و در نهایت یک گام ¼ اینچی تا ۳ و ½ اینچ

یکی از ویژگی‌های این روش اندازه‌گذاری این است که اختلاف بین اندازه‌های متوالی مته‌ها با کوچک‌تر شدن مته، نسبی بزرگ‌تر می‌شود؛ به‌عنوان مثال، فاصله بین متهٔ ۱/۶۴ و ۱/۳۲ اینچ معادل ۱۰۰٪ افزایش اندازه است، در حالی که این درصد برای بازهٔ بین ۱ ۴۷/۶۴ و ۱ ¾ اینچ بسیار کمتر است.
اندازه‌های مته در این سیستم به‌صورت کسرهای غیرقابل ساده‌سازی نوشته می‌شوند. به‌عنوان مثال، به‌جای نوشتن ۷۸/۶۴ اینچ یا ۱ ۱۴/۶۴ اینچ، از شکل ساده‌شدهٔ ۱ ۷/۳۲ اینچ استفاده می‌شود.
در ادامه جدولی ارائه می‌شود که معادل‌های اعشاری برای رایج‌ترین اندازه‌های مته کسری اینچ (از ۰ تا ۱ اینچ، با گام‌های ۱/۶۴ اینچ) را نمایش می‌دهد. اعداد اعشاری برای مقادیر متداول مانند ۰٫۲۵، ۰٫۵ و ۰٫۷۵ به‌صورت هزارم (۰٫۲۵۰، ۰٫۵۰۰، ۰٫۷۵۰) نمایش داده می‌شوند؛ این روش رایج‌ترین شیوهٔ بیان در بین ماشین‌کاران است (مثلاً "two-fifty" برای ۰٫۲۵۰ اینچ). ماشین‌کاران معمولاً اعشار را پس از سه رقم، حذف می‌کنند؛ به‌عنوان مثال، ممکن است مته‌ای با اندازهٔ ۲۷/۶۴ اینچ در کارگاه به‌صورت «متهٔ چهار-بیست‌ویک» خوانده شود (اشاره به عدد اعشاری ۰٫۴۲۱).

### معادل‌های اعشاری برای کسرهای کسری اینچ
| fraction | in       | mm       |
| -------- | -------- | -------- |
| ۱⁄۶۴     | ۰٫۰۱۵۶۲۵ | ۰٫۳۹۶۸۷۵ |
| ۱⁄۳۲     | ۰٫۰۳۱۲۵  | ۰٫۷۹۳۷۵  |
| ۳⁄۶۴     | ۰٫۰۴۶۸۷۵ | ۱٫۱۹۰۶۲۵ |
| ۱⁄۱۶     | ۰٫۰۶۲۵   | ۱٫۵۸۷۵   |
| ۵⁄۶۴     | ۰٫۰۷۸۱۲۵ | ۱٫۹۸۴۳۷۵ |
| ۳⁄۳۲     | ۰٫۰۹۳۷۵  | ۲٫۳۸۱۲۵  |
| ۷⁄۶۴     | ۰٫۱۰۹۳۷۵ | ۲٫۷۷۸۱۲۵ |
| ۱⁄۸      | ۰٫۱۲۵    | ۳٫۱۷۵    |
| ۹⁄۶۴     | ۰٫۱۴۰۶۲۵ | ۳٫۵۷۱۸۷۵ |
| ۵⁄۳۲     | ۰٫۱۵۶۲۵  | ۳٫۹۶۸۷۵  |
| ۱۱⁄۶۴    | ۰٫۱۷۱۸۷۵ | ۴٫۳۶۵۶۲۵ |
| ۳⁄۱۶     | ۰٫۱۸۷۵   | ۴٫۷۶۲۵   |
| ۱۳⁄۶۴    | ۰٫۲۰۳۱۲۵ | ۵٫۱۵۹۳۷۵ |
| ۷⁄۳۲     | ۰٫۲۱۸۷۵  | ۵٫۵۵۶۲۵  |
| ۱۵⁄۶۴    | ۰٫۲۳۴۳۷۵ | ۵٫۹۵۳۱۲۵ |
| ۱⁄۴      | ۰٫۲۵۰    | ۶٫۳۵۰    |

| fraction | in       | mm        |
| -------- | -------- | --------- |
| ۱۷⁄۶۴    | ۰٫۲۶۵۶۲۵ | ۶٫۷۴۶۸۷۵  |
| ۹⁄۳۲     | ۰٫۲۸۱۲۵  | ۷٫۱۴۳۷۵   |
| ۱۹⁄۶۴    | ۰٫۲۹۶۸۷۵ | ۷٫۵۴۰۶۲۵  |
| ۵⁄۱۶     | ۰٫۳۱۲۵   | ۷٫۹۳۷۵    |
| ۲۱⁄۶۴    | ۰٫۳۲۸۱۲۵ | ۸٫۳۳۴۳۷۵  |
| ۱۱⁄۳۲    | ۰٫۳۴۳۷۵  | ۸٫۷۳۱۲۵   |
| ۲۳⁄۶۴    | ۰٫۳۵۹۳۷۵ | ۹٫۱۲۸۱۲۵  |
| ۳⁄۸      | ۰٫۳۷۵    | ۹٫۵۲۵     |
| ۲۵⁄۶۴    | ۰٫۳۹۰۶۲۵ | ۹٫۹۲۱۸۷۵  |
| ۱۳⁄۳۲    | ۰٫۴۰۶۲۵  | ۱۰٫۳۱۸۷۵  |
| ۲۷⁄۶۴    | ۰٫۴۲۱۸۷۵ | ۱۰٫۷۱۵۶۲۵ |
| ۷⁄۱۶     | ۰٫۴۳۷۵   | ۱۱٫۱۱۲۵   |
| ۲۹⁄۶۴    | ۰٫۴۵۳۱۲۵ | ۱۱٫۵۰۹۳۷۵ |
| ۱۵⁄۳۲    | ۰٫۴۶۸۷۵  | ۱۱٫۹۰۶۲۵  |
| ۳۱⁄۶۴    | ۰٫۴۸۴۳۷۵ | ۱۲٫۳۰۳۱۲۵ |
| ۱⁄۲      | ۰٫۵۰۰    | ۱۲٫۷۰۰    |

| fraction | in       | mm        |
| -------- | -------- | --------- |
| ۳۳⁄۶۴    | ۰٫۵۱۵۶۲۵ | ۱۳٫۰۹۶۸۷۵ |
| ۱۷⁄۳۲    | ۰٫۵۳۱۲۵  | ۱۳٫۴۹۳۷۵  |
| ۳۵⁄۶۴    | ۰٫۵۴۶۸۷۵ | ۱۳٫۸۹۰۶۲۵ |
| ۹⁄۱۶     | ۰٫۵۶۲۵   | ۱۴٫۲۸۷۵   |
| ۳۷⁄۶۴    | ۰٫۵۷۸۱۲۵ | ۱۴٫۶۸۴۳۷۵ |
| ۱۹⁄۳۲    | ۰٫۵۹۳۷۵  | ۱۵٫۰۸۱۲۵  |
| ۳۹⁄۶۴    | ۰٫۶۰۹۳۷۵ | ۱۵٫۴۷۸۱۲۵ |
| ۵⁄۸      | ۰٫۶۲۵    | ۱۵٫۸۷۵    |
| ۴۱⁄۶۴    | ۰٫۶۴۰۶۲۵ | ۱۶٫۲۷۱۸۷۵ |
| ۲۱⁄۳۲    | ۰٫۶۵۶۲۵  | ۱۶٫۶۶۸۷۵  |
| ۴۳⁄۶۴    | ۰٫۶۷۱۸۷۵ | ۱۷٫۰۶۵۶۲۵ |
| ۱۱⁄۱۶    | ۰٫۶۸۷۵   | ۱۷٫۴۶۲۵   |
| ۴۵⁄۶۴    | ۰٫۷۰۳۱۲۵ | ۱۷٫۸۵۹۳۷۵ |
| ۲۳⁄۳۲    | ۰٫۷۱۸۷۵  | ۱۸٫۲۵۶۲۵  |
| ۴۷⁄۶۴    | ۰٫۷۳۴۳۷۵ | ۱۸٫۶۵۳۱۲۵ |
| ۳⁄۴      | ۰٫۷۵۰    | ۱۹٫۰۵۰    |

| fraction | in       | mm        |
| -------- | -------- | --------- |
| ۴۹⁄۶۴    | ۰٫۷۶۵۶۲۵ | ۱۹٫۴۴۶۸۷۵ |
| ۲۵⁄۳۲    | ۰٫۷۸۱۲۵  | ۱۹٫۸۴۳۷۵  |
| ۵۱⁄۶۴    | ۰٫۷۹۶۸۷۵ | ۲۰٫۲۴۰۶۲۵ |
| ۱۳⁄۱۶    | ۰٫۸۱۲۵   | ۲۰٫۶۳۷۵   |
| ۵۳⁄۶۴    | ۰٫۸۲۸۱۲۵ | ۲۱٫۰۳۴۳۷۵ |
| ۲۷⁄۳۲    | ۰٫۸۴۳۷۵  | ۲۱٫۴۳۱۲۵  |
| ۵۵⁄۶۴    | ۰٫۸۵۹۳۷۵ | ۲۱٫۸۲۸۱۲۵ |
| ۷⁄۸      | ۰٫۸۷۵    | ۲۲٫۲۲۵    |
| ۵۷⁄۶۴    | ۰٫۸۹۰۶۲۵ | ۲۲٫۶۲۱۸۷۵ |
| ۲۹⁄۳۲    | ۰٫۹۰۶۲۵  | ۲۳٫۰۱۸۷۵  |
| ۵۹⁄۶۴    | ۰٫۹۲۱۸۷۵ | ۲۳٫۴۱۵۶۲۵ |
| ۱۵⁄۱۶    | ۰٫۹۳۷۵   | ۲۳٫۸۱۲۵   |
| ۶۱⁄۶۴    | ۰٫۹۵۳۱۲۵ | ۲۴٫۲۰۹۳۷۵ |
| ۳۱⁄۳۲    | ۰٫۹۶۸۷۵  | ۲۴٫۶۰۶۲۵  |
| ۶۳⁄۶۴    | ۰٫۹۸۴۳۷۵ | ۲۵٫۰۰۳۱۲۵ |
| ۱        | ۱٫۰۰۰    | ۲۵٫۴۰۰    |

## اندازه مته گیج اعداد و حروف

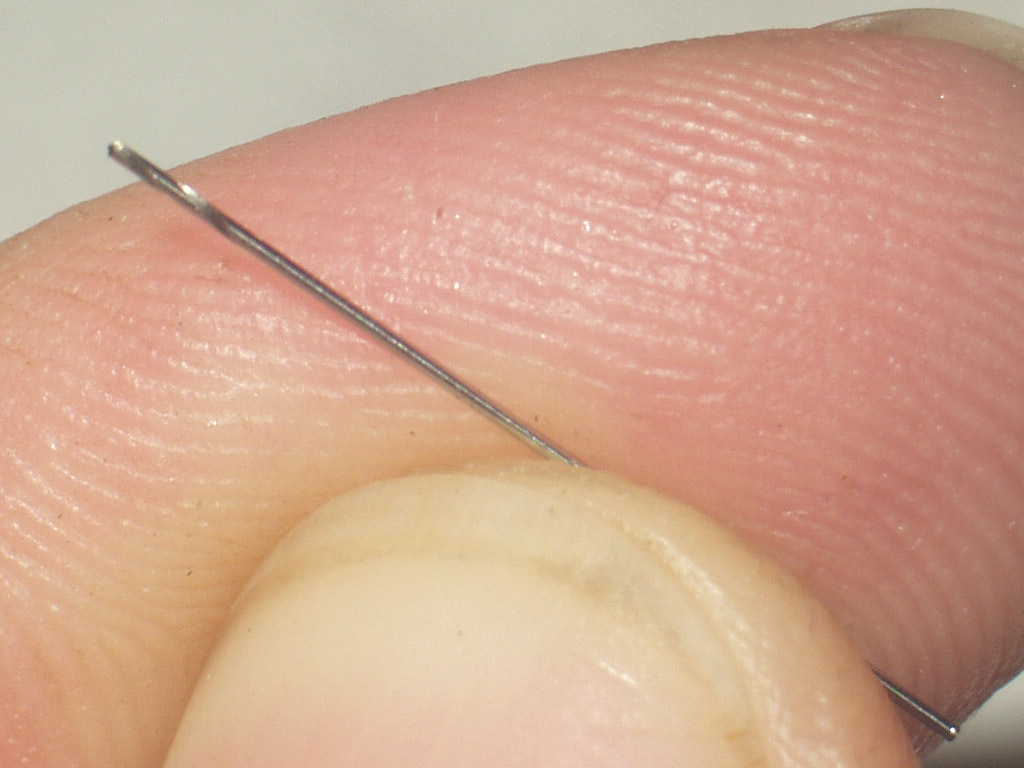
یک مته شماره ۸۰ (#۸۰)

اندازه‌های مته بر پایهٔ گیج عددی از سایز ۸۰ (کوچک‌ترین) تا ۱ (بزرگ‌ترین) ادامه دارند و پس از آن، اندازه‌های گیج حروفی از حرف A (کوچک‌ترین) تا Z (بزرگ‌ترین) قرار می‌گیرند.
با وجود اینکه استاندارد مته مارپیچASME B94.11M اندازه‌هایی تا سایز ۹۷ را نیز فهرست می‌کند، اما اندازه‌هایی کوچک‌تر از ۸۰ در عمل به‌ندرت مشاهده می‌شوند.
اندازه‌های عددی و حروفی معمولاً برای مته‌های پیچشی استفاده می‌شوند و نه سایر انواع مته، چرا که این دامنهٔ اندازه‌ها مناسب‌ترین بازه برای کاربرد رایج مته‌های مارپیچ را پوشش می‌دهد.
نسبت بین شماره گیج و قطر مته توسط یک فرمول مشخص تعریف نشده است، بلکه بر پایهٔ استانداردStubs Steel Wire Gauge بنا شده است (که در قرن ۱۹ میلادی در بریتانیا ابداع شد)، اما کاملاً با آن یکسان نیست.
نمودار همراه (در مقاله اصلی) تغییرات قطر بر حسب شماره گیج و نیز کاهش تدریجی فاصله بین اندازه‌ها با کاهش شماره گیج را نشان می‌دهد. در محور افقی نمودار، هر گام معادل با یک واحد از شماره گیج است.
مته‌های گیج عددی و حروفی همچنان در ایالات متحده و تا حدودی در بریتانیا رایج هستند، هرچند در بریتانیا تا حد زیادی با اندازه‌های متریک جایگزین شده‌اند. سایر کشورهایی که پیش‌تر از این سیستم عددی استفاده می‌کردند نیز تا حد زیادی آن را کنار گذاشته و به سیستم متریک روی آورده‌اند.

## جدول تبدیل اندازه مته‌ها

(برای مشاهده خط‌کش مقایسه میلی‌متر با کسری اینچ کلیک کنید)

| gauge | in     | mm    |
| ----- | ------ | ----- |
| ۱۰۴   | ۰٫۰۰۳۱ | ۰٫۰۷۹ |
| ۱۰۳   | ۰٫۰۰۳۵ | ۰٫۰۸۹ |
| ۱۰۲   | ۰٫۰۰۳۹ | ۰٫۰۹۹ |
| ۱۰۱   | ۰٫۰۰۴۳ | ۰٫۱۰۹ |
| ۱۰۰   | ۰٫۰۰۴۷ | ۰٫۱۱۹ |
| ۹۹    | ۰٫۰۰۵۱ | ۰٫۱۳۰ |
| ۹۸    | ۰٫۰۰۵۵ | ۰٫۱۴۰ |
| ۹۷    | ۰٫۰۰۵۹ | ۰٫۱۵۰ |
| ۹۶    | ۰٫۰۰۶۳ | ۰٫۱۶۰ |
| ۹۵    | ۰٫۰۰۶۷ | ۰٫۱۷۰ |
| ۹۴    | ۰٫۰۰۷۱ | ۰٫۱۸۰ |
| ۹۳    | ۰٫۰۰۷۵ | ۰٫۱۹۱ |
| ۹۲    | ۰٫۰۰۷۹ | ۰٫۲۰۱ |
| ۹۱    | ۰٫۰۰۸۳ | ۰٫۲۱۱ |
| ۹۰    | ۰٫۰۰۸۷ | ۰٫۲۲۱ |
| ۸۹    | ۰٫۰۰۹۱ | ۰٫۲۳۱ |
| ۸۸    | ۰٫۰۰۹۵ | ۰٫۲۴۱ |
| ۸۷    | ۰٫۰۱۰  | ۰٫۲۵۴ |
| ۸۶    | ۰٫۰۱۰۵ | ۰٫۲۶۷ |
| ۸۵    | ۰٫۰۱۱  | ۰٫۲۷۹ |
| ۸۴    | ۰٫۰۱۱۵ | ۰٫۲۹۲ |
| ۸۳    | ۰٫۰۱۲  | ۰٫۳۰۵ |
| ۸۲    | ۰٫۰۱۲۵ | ۰٫۳۱۸ |
| ۸۱    | ۰٫۰۱۳  | ۰٫۳۳۰ |
| ۸۰    | ۰٫۰۱۳۵ | ۰٫۳۴۳ |
| ۷۹    | ۰٫۰۱۴۵ | ۰٫۳۶۸ |

| gauge | in     | mm    |
| ----- | ------ | ----- |
| ۷۸    | ۰٫۰۱۶  | ۰٫۴۰۶ |
| ۷۷    | ۰٫۰۱۸  | ۰٫۴۵۷ |
| ۷۶    | ۰٫۰۲۰  | ۰٫۵۰۸ |
| ۷۵    | ۰٫۰۲۱  | ۰٫۵۳۳ |
| ۷۴    | ۰٫۰۲۲۵ | ۰٫۵۷۲ |
| ۷۳    | ۰٫۰۲۴  | ۰٫۶۱۰ |
| ۷۲    | ۰٫۰۲۵  | ۰٫۶۳۵ |
| ۷۱    | ۰٫۰۲۶  | ۰٫۶۶۰ |
| ۷۰    | ۰٫۰۲۸  | ۰٫۷۱۱ |
| ۶۹    | ۰٫۰۲۹۲ | ۰٫۷۴۲ |
| ۶۸    | ۰٫۰۳۱  | ۰٫۷۸۷ |
| ۶۷    | ۰٫۰۳۲  | ۰٫۸۱۳ |
| ۶۶    | ۰٫۰۳۳  | ۰٫۸۳۸ |
| ۶۵    | ۰٫۰۳۵  | ۰٫۸۸۹ |
| ۶۴    | ۰٫۰۳۶  | ۰٫۹۱۴ |
| ۶۳    | ۰٫۰۳۷  | ۰٫۹۴۰ |
| ۶۲    | ۰٫۰۳۸  | ۰٫۹۶۵ |
| ۶۱    | ۰٫۰۳۹  | ۰٫۹۹۱ |
| ۶۰    | ۰٫۰۴۰  | ۱٫۰۱۶ |
| ۵۹    | ۰٫۰۴۱  | ۱٫۰۴۱ |
| ۵۸    | ۰٫۰۴۲  | ۱٫۰۶۷ |
| ۵۷    | ۰٫۰۴۳  | ۱٫۰۹۲ |
| ۵۶    | ۰٫۰۴۶۵ | ۱٫۱۸۱ |
| ۵۵    | ۰٫۰۵۲  | ۱٫۳۲۱ |
| ۵۴    | ۰٫۰۵۵  | ۱٫۳۹۷ |
| ۵۳    | ۰٫۰۵۹۵ | ۱٫۵۱۱ |

| gauge | in     | mm    |
| ----- | ------ | ----- |
| ۵۲    | ۰٫۰۶۳۵ | ۱٫۶۱۳ |
| ۵۱    | ۰٫۰۶۷  | ۱٫۷۰۲ |
| ۵۰    | ۰٫۰۷۰  | ۱٫۷۷۸ |
| ۴۹    | ۰٫۰۷۳  | ۱٫۸۵۴ |
| ۴۸    | ۰٫۰۷۶  | ۱٫۹۳۰ |
| ۴۷    | ۰٫۰۷۸۵ | ۱٫۹۹۴ |
| ۴۶    | ۰٫۰۸۱  | ۲٫۰۵۷ |
| ۴۵    | ۰٫۰۸۲  | ۲٫۰۸۳ |
| ۴۴    | ۰٫۰۸۶  | ۲٫۱۸۴ |
| ۴۳    | ۰٫۰۸۹  | ۲٫۲۶۱ |
| ۴۲    | ۰٫۰۹۳۵ | ۲٫۳۷۵ |
| ۴۱    | ۰٫۰۹۶  | ۲٫۴۳۸ |
| ۴۰    | ۰٫۰۹۸  | ۲٫۴۸۹ |
| ۳۹    | ۰٫۰۹۹۵ | ۲٫۵۲۷ |
| ۳۸    | ۰٫۱۰۱۵ | ۲٫۵۷۸ |
| ۳۷    | ۰٫۱۰۴  | ۲٫۶۴۲ |
| ۳۶    | ۰٫۱۰۶۵ | ۲٫۷۰۵ |
| ۳۵    | ۰٫۱۱۰  | ۲٫۷۹۴ |
| ۳۴    | ۰٫۱۱۱  | ۲٫۸۱۹ |
| ۳۳    | ۰٫۱۱۳  | ۲٫۸۷۰ |
| ۳۲    | ۰٫۱۱۶  | ۲٫۹۴۶ |
| ۳۱    | ۰٫۱۲۰  | ۳٫۰۴۸ |
| ۳۰    | ۰٫۱۲۸۵ | ۳٫۲۶۴ |
| ۲۹    | ۰٫۱۳۶  | ۳٫۴۵۴ |
| ۲۸    | ۰٫۱۴۰۵ | ۳٫۵۶۹ |
| ۲۷    | ۰٫۱۴۴  | ۳٫۶۵۸ |

| gauge | in     | mm    |
| ----- | ------ | ----- |
| ۲۶    | ۰٫۱۴۷  | ۳٫۷۳۴ |
| ۲۵    | ۰٫۱۴۹۵ | ۳٫۷۹۷ |
| ۲۴    | ۰٫۱۵۲  | ۳٫۸۶۱ |
| ۲۳    | ۰٫۱۵۴  | ۳٫۹۱۲ |
| ۲۲    | ۰٫۱۵۷  | ۳٫۹۸۸ |
| ۲۱    | ۰٫۱۵۹  | ۴٫۰۳۹ |
| ۲۰    | ۰٫۱۶۱  | ۴٫۰۸۹ |
| ۱۹    | ۰٫۱۶۶  | ۴٫۲۱۶ |
| ۱۸    | ۰٫۱۶۹۵ | ۴٫۳۰۵ |
| ۱۷    | ۰٫۱۷۳  | ۴٫۳۹۴ |
| ۱۶    | ۰٫۱۷۷  | ۴٫۴۹۶ |
| ۱۵    | ۰٫۱۸۰  | ۴٫۵۷۲ |
| ۱۴    | ۰٫۱۸۲  | ۴٫۶۲۳ |
| ۱۳    | ۰٫۱۸۵  | ۴٫۶۹۹ |
| ۱۲    | ۰٫۱۸۹  | ۴٫۸۰۱ |
| ۱۱    | ۰٫۱۹۱  | ۴٫۸۵۱ |
| ۱۰    | ۰٫۱۹۳۵ | ۴٫۹۱۵ |
| ۹     | ۰٫۱۹۶  | ۴٫۹۷۸ |
| ۸     | ۰٫۱۹۹  | ۵٫۰۵۵ |
| ۷     | ۰٫۲۰۱  | ۵٫۱۰۵ |
| ۶     | ۰٫۲۰۴  | ۵٫۱۸۲ |
| ۵     | ۰٫۲۰۵۵ | ۵٫۲۲۰ |
| ۴     | ۰٫۲۰۹  | ۵٫۳۰۹ |
| ۳     | ۰٫۲۱۳  | ۵٫۴۱۰ |
| ۲     | ۰٫۲۲۱  | ۵٫۶۱۳ |
| ۱     | ۰٫۲۲۸  | ۵٫۷۹۱ |

| gauge | in    | mm    |
| ----- | ----- | ----- |
| A     | ۰٫۲۳۴ | ۵٫۹۴۴ |
| B     | ۰٫۲۳۸ | ۶٫۰۴۵ |
| C     | ۰٫۲۴۲ | ۶٫۱۴۷ |
| D     | ۰٫۲۴۶ | ۶٫۲۴۸ |
| E     | ۰٫۲۵۰ | ۶٫۳۵۰ |
| F     | ۰٫۲۵۷ | ۶٫۵۲۸ |
| G     | ۰٫۲۶۱ | ۶٫۶۲۹ |
| H     | ۰٫۲۶۶ | ۶٫۷۵۶ |
| I     | ۰٫۲۷۲ | ۶٫۹۰۹ |
| J     | ۰٫۲۷۷ | ۷٫۰۳۶ |
| K     | ۰٫۲۸۱ | ۷٫۱۳۷ |
| L     | ۰٫۲۹۰ | ۷٫۳۶۶ |
| M     | ۰٫۲۹۵ | ۷٫۴۹۳ |
| N     | ۰٫۳۰۲ | ۷٫۶۷۱ |
| O     | ۰٫۳۱۶ | ۸٫۰۲۶ |
| P     | ۰٫۳۲۳ | ۸٫۲۰۴ |
| Q     | ۰٫۳۳۲ | ۸٫۴۳۳ |
| R     | ۰٫۳۳۹ | ۸٫۶۱۱ |
| S     | ۰٫۳۴۸ | ۸٫۸۳۹ |
| T     | ۰٫۳۵۸ | ۹٫۰۹۳ |
| U     | ۰٫۳۶۸ | ۹٫۳۴۷ |
| V     | ۰٫۳۷۷ | ۹٫۵۷۶ |
| W     | ۰٫۳۸۶ | ۹٫۸۰۴ |
| X     | ۰٫۳۹۷ | ۱۰٫۰۸ |
| Y     | ۰٫۴۰۴ | ۱۰٫۲۶ |
| Z     | ۰٫۴۱۳ | ۱۰٫۴۹ |

## مته با طول استاندارد کوتاه
کوتاه‌ترین مته‌های استاندارد (یعنی با کمترین نسبت طول به قطر) را مته‌های مخصوص ماشین‌های پیچ‌تراش می‌نامند (که گاهی به‌اختصار S/M گفته می‌شود). این نام‌گذاری برگرفته از کاربرد آن‌ها در '''ماشین‌های پیچ‌تراش اتوماتیک''' است. طول شیار (flute) و طول کلی این نوع مته‌ها از مته‌های استاندارد معمولی (مانند jobber) کوتاه‌تر است و این ویژگی باعث می‌شود مته صلب‌تر باشد، که به نوبهٔ خود انحراف و شکست مته را کاهش می‌دهد.
این نوع مته‌ها به‌ندرت در فروشگاه‌های ابزار خانگی یا فروشگاه‌های عمومی عرضه می‌شوند.

## مته با طول متوسط
مته‌های Jobber رایج‌ترین نوع مته در بازار هستند. طول شیار این مته‌ها بسته به قطر، معمولاً بین ۹ تا ۱۴ برابر قطر مته است.
برای نمونه:
- یک مته با قطر ½ اینچ (۱۲٫۷ میلی‌متر) می‌تواند سوراخی به عمق ۴½ اینچ (۱۱۴٫۳ میلی‌متر) ایجاد کند، چون طول آن ۹ برابر قطر است.
- یک مته با قطر ⅛ اینچ (۳٫۱۷۵ میلی‌متر) قادر است سوراخی با عمق ۱⅝ اینچ (۴۱٫۲۷۵ میلی‌متر) ایجاد کند، چون طول آن حدود ۱۳ برابر قطر است.[۲]

واژهٔ jobber در اصل به معنای عمده‌فروش یا پخش‌کننده است—کسی که از تولیدکننده خرید می‌کند و به خرده‌فروشان می‌فروشد.
مته‌هایی که برای توزیع عمومی طراحی می‌شدند (برخلاف مته‌های تخصصی با نیازهای دقیق طراحی)، معمولاً دارای طول متوسطی بودند که برای طیف وسیعی از کاربردها مناسب بودند؛ بنابراین، واژهٔ jobber-length در زمان خود مفهومی مشابه با «چندمنظوره» یا «کاربرد عمومی» داشت.

## مته با طول هواپیمایی
مته‌های بلند یا با دسترسی افزایش‌یافته را معمولاً مته‌های هواپیمایی (Aircraft-length) می‌نامند، چرا که نخستین‌بار در ساخت هواپیماهای آلومینیومی پرچ‌شده استفاده شدند.
برای مته‌هایی با قطر بیش از یک حداقل معین (مثلاً ⅛ اینچ = ۳٫۱۷۵ میلی‌متر)، این مته‌ها معمولاً در طول‌های ثابت مانند ۶، ۸، ۱۲ یا ۱۸ اینچ (معادل ۱۵۲، ۲۰۳، ۳۰۵ یا ۴۵۷ میلی‌متر) عرضه می‌شوند، و نه با طول تدریجی مانند مته‌های jobber.

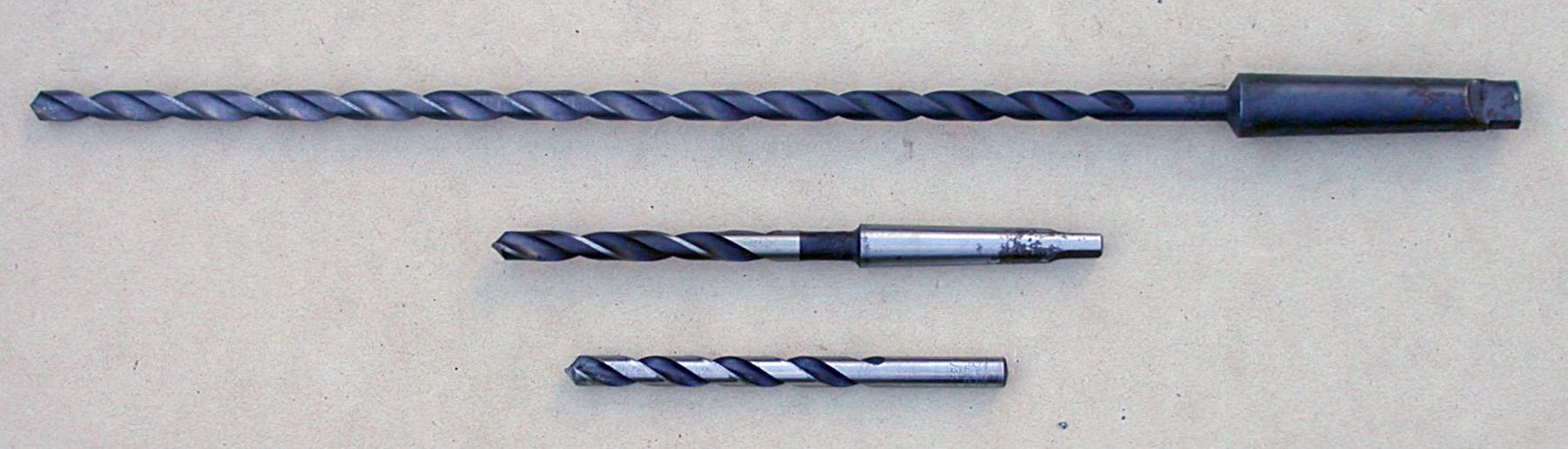
مقایسه تصویری انواع مته ۱۱/۳۲ اینچ

در تصویر، سه مته همگی با قطر ۱۱/۳۲ اینچ (۸٫۷۳۱۳ میلی‌متر) نشان داده شده‌اند:
- بالایی: مته long-series با پایه Morse taper
- وسط: مته معمولی با شفت مخروطی (Morse taper)
- پایینی: مته jobber با شفت موازی (straight shank)

## اندازه‌های مته مرکز (Center drill bit sizes)

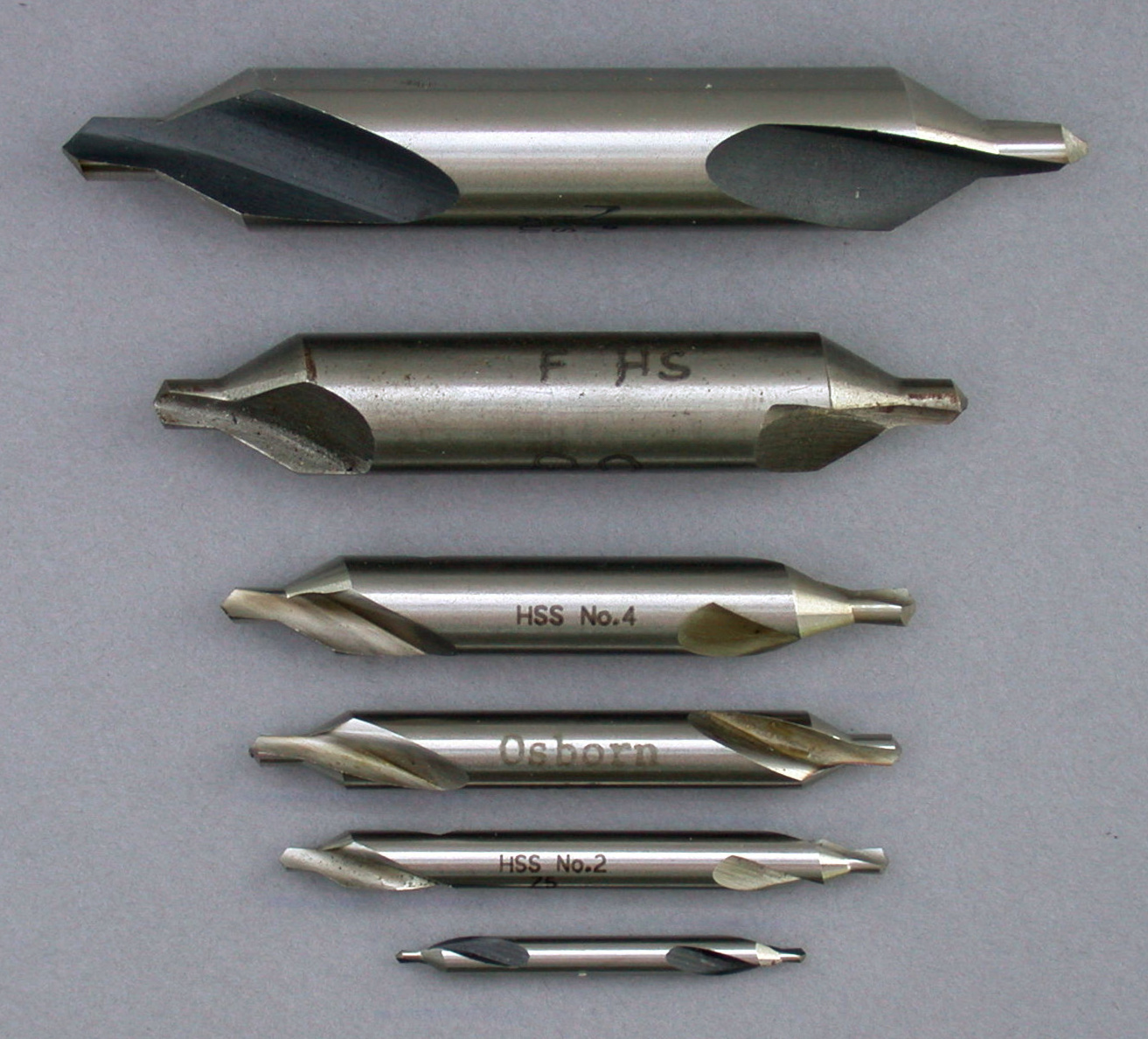
مته‌های مرکز از شماره ۱ (پایین) تا ۶ (بالا)

مته‌های مرکز با دو زاویه مختلف ساخته می‌شوند:
- زاویه ۶۰ درجه که استاندارد است و برای ایجاد سوراخ‌های مرکز در تراشکاری کاربرد دارد (مثلاً برای قرارگیری روی مرغک)
  - زاویه ۹۰ درجه که متداول است و برای نقطه‌گذاری قبل از سوراخ‌کاری با مته‌های مارپیچ به کار می‌رود. مته‌های مرکز در اصل برای ایجاد سوراخ مرکز در ماشین‌تراشی طراحی شده‌اند، اما به دلیل صلابت شعاعی بالا، اغلب به عنوان مته نشانه‌گذاری (spotting drill) نیز استفاده می‌شوند.

| Size designation | Drill diameter [inches (mm)] |
| ---------------- | ---------------------------- |
| ۵/۰              | ۰٫۰۱۰ اینچ (۰٫۲۵۴ میلیمتر)   |
| ۴/۰              | ۰٫۰۱۵ اینچ (۰٫۳۸۱ میلیمتر)   |
| ۳/۰              | ۰٫۰۲۰ اینچ (۰٫۵۰۸ میلیمتر)   |
| ۲/۰              | ۰٫۰۲۵ اینچ (۰٫۶۳۵ میلیمتر)   |
| ۰                | ۱⁄۳۲ اینچ (۰٫۷۹۴ میلیمتر)    |
| ۱                | ۳⁄۶۴ اینچ (۱٫۱۹۱ میلیمتر)    |
| ۲                | ۵⁄۶۴ اینچ (۱٫۹۸۴ میلیمتر)    |
| ۳                | ۷⁄۶۴ اینچ (۲٫۷۷۸ میلیمتر)    |
| ۴                | ۱⁄۸ اینچ (۳٫۱۷۵ میلیمتر)     |
| ۴½               | ۹⁄۶۴ اینچ (۳٫۵۷۲ میلیمتر)    |
| ۵                | ۳⁄۱۶ اینچ (۴٫۷۶۳ میلیمتر)    |
| ۶                | ۷⁄۳۲ اینچ (۵٫۵۵۶ میلیمتر)    |
| ۷                | ۱⁄۴ اینچ (۶٫۳۵۰ میلیمتر)     |
| ۸                | ۵⁄۱۶ اینچ (۷٫۹۳۸ میلیمتر)    |

| Gauge | Body diameter [inches (mm)] |
| ----- | --------------------------- |
| BS1   | ۱⁄۸ اینچ (۳٫۱۷۵ میلیمتر)    |
| BS2   | ۳⁄۱۶ اینچ (۴٫۷۶۳ میلیمتر)   |
| BS3   | ۱⁄۴ اینچ (۶٫۳۵۰ میلیمتر)    |
| BS4   | ۵⁄۱۶ اینچ (۷٫۹۳۸ میلیمتر)   |
| BS5   | ۷⁄۱۶ اینچ (۱۱٫۱۱۳ میلیمتر)  |
| BS5A  | ۱⁄۲ اینچ (۱۲٫۷۰۰ میلیمتر)   |
| BS6   | ۵⁄۸ اینچ (۱۵٫۸۷۵ میلیمتر)   |
| BS7   | ۳⁄۴ اینچ (۱۹٫۰۵۰ میلیمتر)   |

## اندازه‌های مته نشانه‌گذاری
مته‌های نشانه‌گذار (Spotting Drill) در بازه‌ای نسبتاً محدود از اندازه‌ها عرضه می‌شوند — هم در سیستم متریک و هم اینچی — زیرا هدف اصلی آن‌ها ایجاد نقطه‌ای دقیق برای هدایت مته مارپیچ استاندارد است.
اندازه‌های رایج و در دسترس عبارتند از:
- در سیستم اینچی: ۱/۸ اینچ، ۱/۴ اینچ، ۳/۸ اینچ، ۱/۲ اینچ، ۵/۸ اینچ، ۳/۴ اینچ
- در سیستم متریک: ۴ میلی‌متر، ۶ میلی‌متر، ۸ میلی‌متر، ۱۰ میلی‌متر، ۱۲ میلی‌متر، ۱۴ میلی‌متر، ۱۶ میلی‌متر و ۱۸ میلی‌متر

این مته‌ها معمولاً با زاویه رأس ۹۰ درجه یا ۱۲۰ درجه عرضه می‌شوند، که به انتخاب طراح یا کاربرد نهایی بستگی دارد.